# وانگ لودن
وانگ لودن (انگلیسی: Wang Luodan؛ زادهٔ ۳۰ ژانویهٔ ۱۹۸۴) بازیگر، و خواننده اهل چین است. وی از سال ۲۰۰۴ میلادی تاکنون مشغول فعالیت بوده است.